# Henrik Bie
Henrik Mikael Bie, född 25 januari 1970 i Täby är en svensk låtskrivare och musikproducent som har arbetat med artisterna Danny Saucedo, Eric Saade, Robin Stjernberg, Supernatural, Sheelah och La Cream. Han har även skrivit musik till TV-serien Good Girls Don't för NBC Universal/ Oxygen i USA.
Henrik Bie deltog i Melodifestivalen 2008 som en av upphovsmännen och producenten bakom bidraget Smiling in Love som framfördes av popgruppen Caracola. Låten gick vidare till Andra chansen, men tog sig inte till final därefter.
Bie är uttalat kritisk till hur Melodifestivalen genomförs.
Henrik Bie är också verksam som uppfinnare och gick till kvartsfinal i programmet Uppfinnarna i TV4 med sin uppfinning Barnvagnsstopparen. Idag arbetar Henrik Bie som låtskrivare och musikproducent och driver barnsäkerhetsföretaget SweSure.